# هاوارد زیف
هاوارد بی. زیف (انگلیسی: Howard B. Zieff) (زاده ۲۱ اکتبر ۱۹۲۷، درگذشته ۲۲ فوریه ۲۰۰۹) کارگردان، کارگردان تبلیغات تلویزیونی و عکاس تبلیغاتی اهل ایالات متحده آمریکا بود.
در یک خانواده یهودی در شهر شیکاگو به دنیا آمد و سپس به همراه خانواده به لس‌آنجلس نقل مکان نمود. به مدت یک سال در سیتی کالج لس‌آنجلس تحیل نمود و در سال ۱۹۴۶ ترک تحصیل نمود و به نیروی دریایی ایالات متحده آمریکا پیوست. زیف رشته عکاسی را در پایگاه هوایی پنسکوولا در پنساکولا، فلوریدا آموخت و پس از انفصال از خدمت، آن در دانشگاه مرکز هنر طراحی ادامه داد. وی در دهه ۱۹۵۰ در شهر نیویورک یک عکاس تجاری بود. در سال ۱۹۶۹ با هدف تمرکز در رشته فیلم‌سازی کمپانی خویش را به کلمبیا پیکچرز فروخت. وی در بین سال‌های ۱۹۷۳ تا ۱۹۹۴ به کارگردانی فیلم مشغول بود. وی سرانجام بر اثر بیماری آلزایمر در سن ۸۱ سالگی در مرکز پزشکی سیدرس-ساینای درگذشت.

## فیلم‌شناسی
- سرباز بنجامین (۱۹۸۰)
- تیم رؤیایی (۱۹۸۹)
- دختر من (۱۹۹۱)
- دختر من ۲ (۱۹۹۴)